# 德雷克塞爾-阿爾弗農 (亞利桑那州)
德雷克塞爾-阿爾弗農（英語：Drexel-Alvernon）是位於美國亞利桑那州皮馬縣的一個非建制地區。該地的面積和人口皆未知。

## 地理
德雷克塞爾-阿爾弗農的座標為32°08′44″N 110°54′05″W / 32.14556°N 110.90139°W，而該地的平均海拔高度為580米（即1903英尺）。